# Jean Duranel
Jean Duranel, né en septembre 1946 à Fécamp, est un peintre, sculpteur et céramiste français.

## Biographie
Jean Duranel naît en 1946 à Fécamp. D'abord autodidacte, il est ensuite diplômé des Beaux-Arts de Rouen et des Beaux-Arts de Paris. Il obtient le prix de la Ville du Havre en 1974.
La peinture figurative de Jean Duranel est un voyage dans l'imaginaire coloré de l'artiste.
Il est membre du comité de la Biennale 109 et ancien président du Salon.
Il est membre de la Fondation Taylor.

## Expositions principales
- 1989 : galerie Hélios, Calais et Avignon (1992-1994)
- 1990 : galerie von Benzon, Göteborg, Suède
- 1991 : rétrospective au palais Bénédictine dans « l'espace contemporain », Fécamp
- 1991 : galerie Art-Dit, Nantes
- 1993 : galerie Treger, Paris (1996-1999-2001-2002)[1].
- 1995 et 1998 : galerie le Cercle Bleu, Metz
- 1995 : centre hospitalier, Poissy
- 1997 : galerie Fardel, Le Touquet
- 1998 : galerie Alternance, Hardelot (en permanence depuis 2000)[2],[3]
- 1999 : maison Salmegg-Rheinfelden, Allemagne
- 1999 : Danielle Peleg Gallery, Michigan, États-Unis
- 2000 : Woodbury Gallery, Connecticut, États-Unis (2003-2006)
- 2001 : galerie Plein ph'ART, Fécamp
- 2001 : galerie de l'Art en Confidence, Waterloo, Belgique
- 2002 : galerie Turlure, Le Havre (2003-2005-2006)
- 2002 : casino de Forges-les-Eaux
- 2005 : Artgument, Esvres
- 2005 : galerie Village d'Artistes, Rablay-sur-Layon
- 2006 : galerie Reg'Art des Toiles, Nice
- 2006 : Vœux d'Artistes, Paris
- 2007 : rétrospective, château de Vascœuil
- 2012 : galerie Blanche, Falicon
- 2013 : exposition au prieuré Saint-Vincent, musée d'art contemporain
- 2013 : galerie Henot[4], Enghien-les-Bains
- 2014 : atelier Frank Michel, Nice[5]
- 2015 : galerie Corinne Lemonier[6], Le Havre[7]

## Expositions internationales d'art contemporain
- 1991 : Tokyo Art Expo
- Artjonction, Nice
- Musée des Beaux-Arts de Mons, Belgique
- 1992 : Salon d'art contemporain de Rouen
- 1993 : Artjonction, Cannes
- 1998 : Lineart, Gand, Belgique
- 2002-2003 : Art Metz
- 2003 : Art Paris, Paris
- 2011 : FIAC, Paris

## Principales expositions collectives
- Salon Comparaison, Grand Palais, Paris
- Biennale 109, Grand Palais, Paris[8]
- Salon de mai, Grand Palais, Paris
- Salon d'automne, Grand Palais, Paris
- Musée d'Art O, Tokyo, Japon
- Galerie Lemonnier, 2013[9]
- « Jocondissima », musée d'art et d'histoire de Cholet
- Festival Hors-Les-Normes, Praz-sur-Arly
- Galerie Daniel Duchoze, « Le Portrait », Rouen
- 1re foire de l'Estampe et des œuvres sur papier, Paris
- « Céramiques Insolites », Saint-Galmier, 2004
- « Femmes Solidaires », Paris
- « 100 ans-100 peintres », La Courneuve
- « Les Arts du Feu », Rennes
- Artistes d'aujourd'hui, Tokyo-Kitami-Paris
- Exposition Fondation Besharat, Atlanta, États-Unis, 2014[10]

## Publications
- Gérard Xuriguera, Dessins et aquarelles, Éditions Mayer.
- Dominique Stal, La peinture contemporaine de 1985 à 2000.
- Éditions Maisonneuve et Larose.
- Illustrateurs contemporains, Neudin.
- Guide Emer de l'art contemporain, 1995-1996.
- Le tour du Monde en 80 Toques, 1996.
- Bulletin de l'Association des amis de François Ozenda, Art Singulier, no 71.
- Grund, 2001-2003.
- P.S. Proust, Les plus belles enveloppes, décembre 2004.
- Édition boite métal coffret « Jazz » pour Bénédictine[réf. nécessaire].
- Daniel Duchoze, La galerie. La passion d'un homme, 2012.

## Collections publiques
- Musée d'art moderne André-Malraux, Le Havre.
- Collection Treger Saint Silvestre, musée d'art brut, Portugal[Où ?]http://tsscollection.org/.
- musée d'art singulier Anatole Jakovsky, Nice.